# Schistogyna arcana
Schistogyna arcana är en spindelart som beskrevs av Alfred Frank Millidge 1991. Schistogyna arcana ingår i släktet Schistogyna och familjen täckvävarspindlar.
Artens utbredningsområde är Juan Fernández-öarna. Inga underarter finns listade i Catalogue of Life.